# Биркин, Чарльз
Сэр Чарльз Ллойд Биркин, 5-й баронет (англ. Sir Charles Lloyd Birkin, 5th Baronet; 1907—1985) — английский писатель в жанре хоррора, а также составитель серии антологий, выходивших под заголовком Creeps Library. Часто использовал псевдоним Чарльз Ллойд, произведения Биркина тяготеют скорее к «contes cruels», описанию физической или психологической жестокости, нежели к литературе мистического ужаса.

### Цитаты
«В 1960-е единственный писатель, на котором всецело лежит ответственность за выживание жанра в Великобритании, Чарльз Биркин»
 Джон Пелан.

«Рассказы Чарльза Биркина, не для слабонервных конечно. Берегитесь, если вы чрезмерно чувствительны, лучше тогда оставить его лежать на полке. Круг его тем; убийство, изнасилование, концентрационные лагеря, отцеубийство, увечья и пытки»
 Хью Лемб.

### Биография
Биркин сын полковника Чарльза Уилфреда Биркина и Клэр Хоу, дочери Александра Хоу, родился в Раддингтон Гранж, Ноттингемшир. Он получил образование в Итонском колледже. Работая в издательстве Филипп Аллан, редактировал серию Creeps Library, первая из антологий, которой увидела свет в 1932 году. В книги серии, Биркин часто включал рассказы собственного сочинения, большинство из которых позже составили сборник «Devil’s Spawn» (1936). Он стал преемником титула своего дяди, как пятый баронет Биркин в 1942 году.
Во время Второй мировой войны служил в полку Шервудских лесничих. После продолжительного творческого молчания, растянувшегося практически на 30 лет, по просьбе Денниса Уитли, Биркин возобновляет писательскую деятельность, а в 1960 году, в антологиях «Quiver of Horror» (1964) and «Shafts of Fear» (1964) которые вел Уитли появляются две свежие истории. Затем следуют одна за другой восемь коллекций рассказов Биркина, начиная с «The Kiss of Death» (1964) и завершая «Spawn of Satan» (1970). Этот последний том был опубликован лишь в США. С 1970 по 1974 Биркин проживает на Кипре, откуда бежит опасаясь за свою жизнь во время турецкого вторжения. Рассказ «A Low Profile» (1977) основан на личном опыте. Он женится на австралийской актрисе Джанет Рэмси Джонсон, дочери Питера Джонсона, от которой имеет двух дочерей и сына, Джона Биркина, постановщика многих известных британских телевизионных комедий в том числе «Мистера Бина», «Френча и Саундерса», и «Гарри Энфилда». Последние годы Биркин со своей женой провел в Сэлби, (Остров Мэн). По приблизительным подсчетам, количество написанных им рассказов превышает сотню.

### сборники рассказов
- Devil's Spawn (Philip Allan, 1936)
  - «Old Mrs. Strathers» (первая публикация в1933)
  - «Shelter» (первая публикация в 1934)
  - «The Cockroach» (первая публикация в1934)
  - «The Terror on Tobit» (первая публикация в 1933)
  - «Последняя ночь» «(англ. The Last Night")» (первая публикация в 1932)
  - «Око за око» «(англ. An Eye for an Eye)» (первая публикация в1932)
  - «Henri Larne» (first published 1935)
  - «Havelock’s Farm»
  - «The Harlem Horror» (первая публикация в 1932)
  - «Стихи и букет роз» «(англ. A Poem and a Bunch of Roses)» (первая публикация в 1933)
  - «Obsession» (первая публикация в 1934)
  - «The Happy Dancers» (первая публикация в 1933)
  - «The Actor’s Story» (первая публикация в 1933)
  - «Специальная диета» «(англ. "Special Diet)» (первая публикация в1933)
  - «Premiere»
  - «Angela»
- The Kiss of Death and Other Horror Stories (Tandem, 1964; rpt. Award, 1967). предисловие Денниса Уитли
  - «The Kiss of Death»
  - «The Hens»
  - «Les Belles Dames Sans Merci»
  - « The New Ones»
  - «The Mouse Hole»
  - «Fairy Dust»
  - «Some New Pleasures Prove»
  - «The Kennel»
  - «Mon Ami, Pierrot»
  - «The Mutation»
  - «Fine Needlework»
  - «The Hitch»
  - «The Three Monkeys»
  - «Malleus Maleficarum»
- The Smell of Evil (Tandem, 1965; rpt. Award, 1969 повторно перепечатано в 1975). Предисловие Денниса Уитли
  - «The Smell of Evil»
  - «Text for Today»
  - «The Godmothers»
  - «Green Fingers»
  - «Ballet Nègre»
  - «The Lesson»
  - «Is Anyone There?»
  - «The Serum of Doctor White»
  - « Dance, Little Lady»
  - «Little Boy Blue»
  - «The Cornered Beast»
  - «The Interloper»
  - «The Cross»
- Where Terror Stalked and Other Horror Stories (Tandem, 1966).
  - «Where Terror Stalked»
  - «Old Mrs. Strathers» (первая публикация в 1933)
  - «New Faces»
  - «Paris Pilgrimage»
  - «Obsession» (первая публикация в1934)
  - «The Harlem Horror» (первая публикация в 1932)
  - " «Bring Back My Bonny» "
  - «Softly…Softly»
  - «The Belt»
  - «Shelter» (first published 1934)
  - «The Orphanage»
  - " «Gran» "
  - «No More for Mary»
- My Name Is Death and Other New Tales of Horror (Panther, 1966; rpt. Award, 1970).
  - «My Name is Death» (впервые напечатано, как «The Terror on Tobit» 1933)
  - «Kitty Fisher»
  - «King of the Castle»
  - «Parlez Moi d’Amour»
  - «Who’s Your Lady Friend?»
  - «The Finger of Fear»
  - «Hosanna!»
  - «Hard to Get»
- Dark Menace (Tandem, 1968):
  - «The Jungle»
  - «S.O.S.»
  - «Happy As Larry»
  - «Dark Menace»
  - «T-I-M»
  - «The Life Giver»
  - «Don’t Ever Leave Me»
  - «The Yellow Dressing Gown»
  - «Waiting for Trains»
  - «The Lord God Made Them All»
  - «The Accessory»
  - «Simple Simon»
  - «Siren Song»
- So Pale, So Cold, So Fair (Tandem, 1970).
  - " «So Pale, So Cold, So Fair» "
  - «The Godsend»
  - «Rover»
  - «Circle of Children»
  - «Lot’s Wife»
  - «Gideon»
  - «The Road»
  - «A Haunting Beauty»
  - «Lords of the Refuge»
- Spawn of Satan (Award, 1970)
  - «Spawn of Satan»
  - «Wedding Presents»
  - «Traces of Lipstick»
  - «A Lovely Bunch of Coconuts»
  - «Soeur Celeste»
  - «A Right to Know» (first published 1964)
  - «The New Dress»
  - «The Beautiful People»
  - «Child’s Play»

отдельно напечатанные в антологиях:
- - «The Medicine Cupboard» (The Tandem Book of Horror Stories 1965, другое название The Witch-Baiter (1967), под собственной редакцией)
  - « Zara and Zita» (The Tandem Book of Ghost Stories 1965, другое название The Haunted Dancers (1967), под собственной редакцией)
  - «Marjorie’s on Starlight» («A Wave of Fear» 1973, под редакцией Хью Лемба)
  - «A Low Profile» (только под псевдонимом Чарльз Ллойд в «The 10th Fontana Book of Great Horror Stories» 1977, под редакцией Мэри Дэнби)
  - «Dinner in a Private Room» («Cold Fear» 1977, под редакцией Хью Лемба)
  - «Au Clare de Lune»(«The Eleventh Pan Book of Horror Stories», 1977, под редакцией Герберта ван Тал)

### Редактируемые антологии
- Creeps Philip Allan, (1932)
- Shudders Philip Allan, (1932)
- Shivers Philip Allan, (1933)
- Horrors Philip Allan, (1933)
- Terrors Philip Allan, (1933)
- Quakes Philip Allan, (1933)
- Nightmares Philip Allan, (1933)
- Monsters (Philip Allan, 1934)
- Panics Philip Allan, (1934)
- Powers of Darkness Philip Allan, (1934)
- Thrills Philip Allan, (1935)
- Tales of Fear Philip Allan, (1935)
- The Creeps Omnibus Philip Allan, (1935)
- Tales of Death Philip Allan], (1936)
- Tales of Dread Philip Allan, (1936)
- The Tandem Book of Ghost Stories (Tandem, 1965) rpt. as The Haunted Dancers (Paperback Library, 1967)
- The Tandem Book of Horror Stories (Tandem, 1965) rpt. as The Witch-Baiter (Paperback Library, 1967)